# Torta beca
La torta beca es un postre de la gastronomía del Trentino, en norte de Italia, elaborado con pan viejo (pane raffermo) y pasas (uvetta).

## Etimología
El nombre del pastel es una italianización del alemán bechen, que significa 'barra de pan'. El pastel de beca también recibe el sobrenombre de «pastel del pobre» (torta dei poveri) debido a su origen humilde, y originalmente estaba aromatizado con grappa. Hoy en día, el pastel está muy extendido en todo el Trentino.